# El Hanchane
El Hanchane (en arabe : الحنشان) est une ville du Maroc. Elle est située dans la région de Marrakech-Safi.

### Sources
- (en) El Hanchane sur le site de Falling Rain Genomics, Inc.